# 土木镇
土木镇，是中华人民共和国河北省张家口怀来县下辖的一个乡镇级行政单位。

## 行政区划
土木镇下辖以下地区：
土木村、石河村、炮儿村、南甘庄村、西辛堡村、蝉家窑村、黑土洼村、十营村、老营洼村、二台子村、太平沟村、太平堡村、艾家堡村、甲咀村、古家窑村、霸王庄村、甘汲梁村、闫标庄村、杨家山村、庙庄村、上耙齿村、下耙齿村和宗家洼村。

## 交通
- 京包铁路：土木站

## 历史
明朝正统十四年（1449年）明英宗北征瓦剌时发生的土木堡之变即发生在此地。